# Corinna modesta
Corinna modesta là một loài nhện trong họ Corinnidae.
Loài này thuộc chi Corinna. Corinna modesta được Richard C. Banks miêu tả năm 1909.